# José Ignacio Chopitea
José Ignacio Chopitea y Luna Victoria (Trujillo (Perú), 1858—Baltimore, 1923) fue un  hacendado peruano y dueño de la Hacienda Laredo durante el periodo de la República Aristocrática.

## Biografía
Nació en 1858 en la ciudad de Trujillo. Hijo de don Manuel Antonio Chopitea Villalobos y doña Dolores Luna Victoria, descendientes de adineradas familias trujillanas, Tras la muerte de su padre en 1889, se convirtió en el único propietario de la Hacienda Laredo, que por entonces comprendía un gran área de tierras de cultivo dedicadas al sembrío de caña de azúcar para elaborar panelas. Las demandas del mercado nacional durante la República Aristocrática lo obligaron a ampliar sus campos de cultivos, concentra las tierras, moderniza la agricultura, intensifica el monocultivo de caña de azúcar, dejando de lado los viejos trapiches coloniales, se mejora la infraestructura y la administración y logra acrecentar sus tierras por el rico Valle de Santa Catalina.
En 1890 Chopitea publica el periódico “El Independiente”, también, fue el gestor de la construcción del templo católico “Jesús y María” y el 15 de noviembre de 1895 junto a Agustín Ganoza y Alfredo Gildemeister fundan el Club Central de Trujillo que luego es comprada por los dueños del Palacio Iturregui. Esta institución fue en aquellos tiempos bastión del Partido Civil, que apareció oficialmente en Trujillo en 1905 durante el primer gobierno de José Pardo y Barreda. Chopitea, llegó a ser Senador de la República por el Departamento de La Libertad durante los gobiernos de Guillermo Billinghurst, Oscar R. Benavides y el segundo gobierno de José Pardo.
Chopitea fallece el 21 de mayo de 1923 en la ciudad de Baltimore en Estados Unidos. Sus restos fueron trasladados a su ciudad natal y descansan en el Cementerio General de Miraflores.